# Liste der Klassischen Philologen an der Johannes Gutenberg-Universität Mainz
Die Liste der Klassischen Philologen an der Johannes Gutenberg-Universität Mainz gibt einen Überblick über die Hochschullehrer des Faches Klassische Philologie, die an der Universität Mainz wirkten und wirken.

## Überblick
Das Seminar für Klassische Philologie wurde bei der Gründung der Universität Mainz im Sommer 1946 mit zwei ordentlichen Professoren eingerichtet: Wilhelm Süß als Latinist und Franz Dirlmeier als Gräzist. In seinen ersten Jahren erschwerten die Auswirkungen des Zweiten Weltkriegs die Arbeit am Seminar: Es gab keine Seminarbibliothek, keine festen Seminarräume und die Lebensbedingungen für Studenten und Professoren waren schwierig. Auch die beiden Professoren Süß und Dirlmeier verfügten einige Zeit lang weder über eine eigene Wohnung noch über eine eigene Bibliothek. Süß bestritt seine lateinischen Lehrveranstaltungen hauptsächlich aufgrund seiner soliden lateinischen Sprachkenntnis, die sich auch im virtuosen mündlichen Umgang ausdrückte. Er begründete die Tradition des gesprochenen Lateins an der Universität Mainz, die sich bis ins 21. Jahrhundert fortsetzte.
Die Situation änderte sich erst allmählich im Zuge der Währungsreform (1948). Die Seminarbibliothek wurde besonders durch Erwerb der Bibliotheken der Althistoriker Ernst Fabricius (1949, aus dem Nachlass) und Felix Jacoby (1956) entscheidend erweitert. Bis 1972 wuchs der Bücherbestand auf 23.000 Exemplare.
Die akademische Lehre wurde in den ersten Jahren durch Lehrer der benachbarten Gymnasien unterstützt. 1950 wurde am Seminar eine Assistentenstelle eingerichtet, die der Prager Flüchtling Martin Sicherl einige Jahre innehatte. Nach der Emeritierung von Wilhelm Süß (1950) und dem Weggang Dirlmeiers nach Würzburg (1951) wurden die Professuren für Latinistik und Gräzistik mit Andreas Thierfelder und Walter Marg besetzt, die beide bis zu ihrer Emeritierung in Mainz blieben. Während dieser zweiten Phase der Mainzer Altphilologie wurde ein Lektor angestellt, der Latein und Griechisch für Hörer aller Fakultäten lehrte (1950), das lateinische Oberseminar wurde eingerichtet (1951) und mit Erich Reitzenstein 1960 eine dritte ordentliche Professur für Klassische Philologie geschaffen. Die Assistentenstelle wurde 1960 und 1963 um zwei weitere Assistentenstellen ergänzt. Die drei Assistenten Andreas Spira, Klaus Sallmann und Walter Nicolai wurden 1972/1973 zu Professoren ernannt, so dass bis in die 90er Jahre sechs Professoren für Klassische Philologie am Seminar wirkten. Zurzeit (Stand: September 2024) sind neben den drei Lehrstuhlinhabern für Gräzistik und Latinistik ein Juniorprofessor, eine außerplanmäßige Professorin, vier Akademische Räte, 3 Assistenten sowie mehrere Lehrbeauftragte und Projektmitarbeiter tätig.
Zu Charakteristika des Mainzer Seminars für Klassische Philologie entwickelten sich die regelmäßigen Exkursionen mit den Studenten in nahegelegene Museen und antike Stätten sowie in die Mittelmeerländer, die Kontakte zur Forschern im Ausland und die Einladung ausländischer Studenten nach Mainz, Theateraufführungen antiker Dramen (besonders unter Leitung des Professors Jürgen Blänsdorf) und das gesprochene Latein.

## Liste der Klassischen Philologen
Angegeben ist in der ersten Spalte der Name der Person und ihre Lebensdaten, in der zweiten Spalte wird der Eintritt in die Universität angegeben, in der dritten Spalte das Ausscheiden. Spalte vier nennt die höchste an der Universität Mainz erreichte Position. An anderen Universitäten kann der entsprechende Dozent eine noch weitergehende wissenschaftliche Karriere gemacht haben. Die nächste Spalte nennt Besonderheiten, den Werdegang oder andere Angaben in Bezug auf die Universität oder das Seminar. In der letzten Spalte stehen Bilder der Dozenten.
| Wissenschaftler                 | von  | bis  | Funktionen                    | Bemerkungen | Bild |
| ------------------------------- | ---- | ---- | ----------------------------- | --- | ---- |
| Franz Dirlmeier (1904–1977)     | 1946 | 1951 | Ordinarius                    | Gründungsprofessor für Gräzistik, wechselte nach Würzburg |      |
| Wilhelm Süß (1882–1969)         | 1946 | 1950 | Ordinarius                    | Gründungsprofessor für Latinistik, vorher Ordinarius in Breslau; hervorragender Kenner der lateinischen Sprache und Propagator des gesprochenen Lateins                                                      |      |
| Martin Sicherl (1914–2009)      | 1950 | 1967 | Privatdozent                  | erster Assistent (ab 1957 Oberassistent) am Seminar, 1955 habilitiert; wechselte als Ordinarius nach Münster                                                                                                 |      |
| Andreas Thierfelder (1903–1986) | 1950 | 1971 | Ordinarius                    | Nachfolger von Süß; Spezialist für lateinische Dichtung und Prosa |      |
| Hans Becker (1888–1964)         | 1950 | 1957 | Honorarprofessor              | Gymnasiallehrer und Ministerialdirektor im Kultusministerium Rheinland-Pfalz; zunächst Lehrbeauftragter, ab 1952 Honorarprofessor für Didaktik der Alten Sprachen                                            |      |
| Hans Joachim Mette (1906–1986)  | 1951 | 1953 | Lehrstuhlvertreter            | Dozent in Hamburg, Lehrstuhlvertreter für Gräzistik |      |
| Walter Marg (1910–1983)         | 1953 | 1974 | Ordinarius                    | Nachfolger Dirlmeiers; Spezialist für frühgriechische Dichtung und Prosa; übersetzte Hesiod, Herodot und Ovid; Redakteur und Herausgeber des Gnomon                                                          |      |
| Heinz Munding (1923–2004)       | 1955 | 1958 | Lektor                        | gab Kurse für Hörer aller Fakultäten; wechselte in den Gymnasialdienst |      |
| Manfred Erren (* 1928)          | 1957 | 1959 | Assistent                     | wechselte nach Freiburg |      |
| Georg Luck (1926–2013)          | 1958 | 1962 | Lektor                        | gab Kurse für Hörer aller Fakultäten, 1960 habilitiert; wechselte als Ordinarius nach Bonn |      |
| Andreas Spira (1929–2004)       | 1959 | 1995 | Professor                     | Assistent, 1967 habilitiert, 1972 Wissenschaftlicher Rat und Professor; Spezialist für griechische Tragödie und Patristik                                                                                    |      |
| Erich Reitzenstein (1897–1976)  | 1960 | 1965 | Ordinarius                    | nach der Flucht aus Halle (1958) persönlicher Ordinarius für Klassische Philologie, insbesondere Latinistik; Spezialist für griechische Philosophie und antike Literaturtheorien                             |      |
| Klaus Sallmann (1934–2023)      | 1960 | 1999 | Professor                     | Assistent, 1968 habilitiert, 1972 Wissenschaftlicher Rat und Professor; Spezialist für römische Literatur (Lukrez, augusteische Dichtung, Plinius der Ältere, Censorinus) und gesprochenes Latein            |      |
| Gebhard Kurz (* 1933)           | 1962 | 1998 | Akademischer Direktor         | Lektor; gab Kurse für Hörer aller Fakultäten |      |
| Walter Nicolai (1933–2018)      | 1963 | 1998 | Professor                     | Assistent, 1971 habilitiert, 1973 Wissenschaftlicher Rat und Professor; Spezialist für griechische Literatur (Homer, Hesiod, Herodot, Aischylos, Sophokles, Euripides)                                       |      |
| Willy Schetter (1928–1992)      | 1965 | 1972 | Ordinarius                    | Nachfolger Reitzensteins, Spezialist für römische Literatur der Kaiserzeit; wechselte nach Bonn |      |
| Eilhard Schlesinger (1909–1968) | 1966 | 1968 | Honorarprofessor              | zurückgekehrter Emigrant, Spezialist für griechische Tragödie und Philosophie |      |
| Dietram Müller (* 1941)         | 1969 | 2006 | außerplanmäßiger Professor    | Assistent, 1972 promoviert, 1973 Akademischer Rat, 1980 Oberrat, 1988 Akademischer Direktor, 1990 habilitiert, 1996 apl. Prof.; Spezialist für griechische Geschichtsschreibung und neugriechische Literatur |      |
| Udo Reinhardt (* 1942)          | 1969 | 2007 | Akademischer Direktor         | Assistent, 1972 promoviert, 1974 Akademischer Rat, 2003 habilitiert; Spezialist für Rezeptionsgeschichte |      |
| Jürgen Blänsdorf (* 1936)       | 1971 | 2004 | Ordinarius                    | Nachfolger Thierfelders, Spezialist für antike Bühnendichtung (Plautus) und Philosophie |      |
| Antonie Wlosok (1930–2013)      | 1973 | 1998 | Ordinaria                     | Nachfolgerin Schetters, erste weibliche Lehrstuhlinhaberin ihres Faches an der Universität Mainz; Spezialistin für Vergil-Forschung, Kirchengeschichte, Spätantike und Rezeptionsgeschichte                  |      |
| Joachim Latacz (* 1934)         | 1978 | 1981 | Ordinarius                    | Nachfolger Margs, Spezialist für griechisches Epos; wechselte an die Universität Basel |      |
| Arbogast Schmitt (* 1943)       | 1981 | 1991 | Ordinarius                    | Nachfolger Lataczs, Spezialist für griechische Literatur (Homer, Platon, Bühnendichtung); wechselte nach Marburg                                                                                             |      |
| Christoph Riedweg (* 1957)      | 1993 | 1996 | Ordinarius                    | Nachfolger Schmitts, Spezialist für griechische Dichtung, Philosophie und Religionsgeschichte; wechselte nach Zürich                                                                                         |      |
| Jochen Althoff (* 1962)         | 1998 |      | Ordinarius                    | Nachfolger Riedwegs, Spezialist für antike Naturwissenschaft |      |
| Wilhelm Blümer (* 1959)         | 2001 |      | Ordinarius                    | Nachfolger Wlosoks |      |
| Christine Walde (* 1960)        | 2005 |      | Ordinaria                     | Nachfolgerin Blänsdorfs, Spezialistin für Literatur der späten Republik und der frühen Kaiserzeit sowie für Kulturwissenschaft der Antike                                                                    |      |
| Tamara Choitz (* 1958)          | 2009 |      | außerplanmäßige Professorin   | Fachdidaktikerin |      |
| Annemarie Ambühl                | 2013 |      | außerplanmäßige Professorin   | Latinistin und Gräzistin |      |
| Markus Kersten (* 1986)         | 2023 |      | Professor als Juniorprofessor | Latinist |      |

## Lehrstuhlinhaber
Erstes Ordinariat (Gräzistik):
1. Franz Dirlmeier (1946–1951)
2. Walter Marg (1953–1974)
3. Joachim Latacz (1978–1981)
4. Arbogast Schmitt (1981–1991)
5. Christoph Riedweg (1993–1996)
6. Jochen Althoff (seit 1998)

Zweites Ordinariat (Latinistik I):
1. Wilhelm Süß (1946–1950)
2. Andreas Thierfelder (1950–1971)
3. Jürgen Blänsdorf (1971–2004)
4. Christine Walde (seit 2005)

Drittes Ordinariat (Latinistik II):
1. Erich Reitzenstein (1960–1965), persönlicher Ordinarius
2. Willy Schetter (1965–1972)
3. Antonie Wlosok (1973–1998)
4. Wilhelm Blümer (seit 2001)